# KBS 교통캠페인
KBS 교통캠페인은 1999년 1월 4일부터 2017년 2월 4일까지 18년간 KBS 1라디오와 KBS 해피FM에서 월요일부터 토요일까지 2회 방송했던 라디오 교통 캠페인이다.

## 채널별 역대 방송시간
| 방송 채널   | 방송 기간                         | 방송 시간                      |
| ----------- | --------------------------------- | ------------------------------ |
| KBS 1라디오 | 1999년 1월 4일 ~ 2003년 11월 1일  | 월~토요일 아침 8:56, 저녁 6:56 |
| KBS 1라디오 | 2003년 11월 3일 ~ 2017년 2월 4일  | 월~토요일 낮 12:56, 오후 3:55  |
| KBS 해피FM  | 1999년 1월 4일 ~ 2003년 11월 1일  | 월~토요일 낮 12:53, 저녁 7:53  |
| KBS 해피FM  | 2003년 11월 3일 ~ 2008년 4월 19일 | 월~토요일 아침 6:53, 저녁 7:53 |
| KBS 해피FM  | 2008년 4월 21일 ~ 2017년 2월 4일  | 월~토요일 낮 11:55, 저녁 7:55  |

## 클로징
- KBS 교통캠페인 현대해상이 함께했습니다.
- KBS 교통캠페인 코리아디렉츠와 함께했습니다.
- KBS 교통캠페인 제일화재와 함께했습니다.
- KBS 교통캠페인 LIG 손해보험과 함께했습니다.
- KBS 교통캠페인 LG화재와 함께했습니다.
- KBS 교통캠페인 신동아화재와 함께했습니다.
- KBS 교통캠페인 손해보험협회와 함께했습니다.
- KBS 교통캠페인 쌍용화재와 함께했습니다.
- KBS 교통캠페인 삼성화재와 함께했습니다.
- KBS 교통캠페인 메리츠화재와 함께했습니다.
- KBS 교통캠페인 리젠트화재보험이 함께했습니다.
- KBS 교통캠페인 롯데손해보험과 함께했습니다.
- KBS 교통캠페인 동양화재와 함께했습니다.
- KBS 교통캠페인 동부화재와 함께했습니다.
- KBS 교통캠페인 그린화재와 함께했습니다.
- KBS 교통캠페인 국제화재와 함께했습니다.
- KBS 교통캠페인 AXA손해보험과 함께했습니다.
- KBS 교통캠페인 교보AXA손해보험과 함께했습니다.
- KBS 교통캠페인 교보AXA자동차보험과 함께했습니다.
- KBS 교통캠페인 교보자동차보험과 함께했습니다.